# Walter Abbott
 (mai 2011).
Si vous disposez d'ouvrages ou d'articles de référence ou si vous connaissez des sites web de qualité traitant du thème abordé ici, merci de compléter l'article en donnant les références utiles à sa vérifiabilité et en les liant à la section « Notes et références ».
Walter Abbott, né le 7 décembre 1877 à Birmingham et mort le 1er février 1941 dans la même ville, est un footballeur anglais évoluant au poste d'attaquant.

## Biographie
Walter Abbott est un joueur professionnel de football qui marque 104 buts sur 392 matchs en Football League en jouant pour Small Heath, Everton et Burnley.
Abbott naît à Small Heath, Birmingham. Il commence sa carrière de footballeur dans son club local à Small Heath. Au poste d'intérieur gauche, il marque 66 buts en 85 matchs toutes compétitions confondues, dont 34 en autant de matchs de championnat. Durant la saison 1898–99, il décroche le record de buts du club avec 42 buts. 
À Everton, il est transformé en ailier. Son seul match joué avec les couleurs de l'Angleterre est un match nul face au Pays de Galles 0-0, le 3 mars 1902 au Racecourse Ground, Wrexham. Abbott meurt à Birmingham en 1941 à l'âge de 63 ans.

## Statistiques
| Saison      | Club        | Matchs | Buts |
| ----------- | ----------- | ------ | ---- |
| 1896-1899   | Small Heath | 77     | 57   |
| 1899–1908   | Everton     | 257    | 32   |
| 1908–1910   | Burnley     | 57     | 15   |
| 3 mars 1902 | Angleterre  | 1      | 0    |

## Palmarès

### Small Heath
- Meilleur buteur de la Deuxième Division 1898-99 avec 33 buts[2].

### Everton
- Vice-champion d'Angleterre 1902, 1905.
- Vainqueur de la FA Cup 1906.
- Finaliste de la FA Cup 1907.